# Chantry Mvié Nguéma
Chantry Mvié Nguéma (11 marzo 1980) è un ex calciatore gabonese, di ruolo difensore.

## Carriera

### Nazionale
Ha debuttato in Nazionale il 7 novembre 1999, nell'amichevole Gabon-Guinea Equatoriale (4-0). Ha partecipato, con la Nazionale, alla Coppa d'Africa 2000. Ha collezionato in totale, con la maglia della Nazionale, 13 presenze.

## Statistiche

### Cronologia presenze e reti in Nazionale
| Cronologia completa delle presenze e delle reti in nazionale ― Gabon | Cronologia completa delle presenze e delle reti in nazionale ― Gabon | Cronologia completa delle presenze e delle reti in nazionale ― Gabon | Cronologia completa delle presenze e delle reti in nazionale ― Gabon | Cronologia completa delle presenze e delle reti in nazionale ― Gabon | Cronologia completa delle presenze e delle reti in nazionale ― Gabon | Cronologia completa delle presenze e delle reti in nazionale ― Gabon | Cronologia completa delle presenze e delle reti in nazionale ― Gabon |
| Data                                                                 | Città                                                                | In casa                                                              | Risultato                                                            | Ospiti                                                               | Competizione                                                         | Reti                                                                 | Note                                                                 |
| -------------------------------------------------------------------- | -------------------------------------------------------------------- | -------------------------------------------------------------------- | -------------------------------------------------------------------- | -------------------------------------------------------------------- | -------------------------------------------------------------------- | -------------------------------------------------------------------- | -------------------------------------------------------------------- |
| 07-11-1999                                                           | Libreville                                                           | Gabon                                                                | 4 – 0                                                                | Guinea Equatoriale                                                   | Amichevole                                                           | -                                                                    | 1’                                                                   |
| 10-11-1999                                                           | Libreville                                                           | Gabon                                                                | 1 – 0                                                                | Rep. Centrafricana                                                   | Amichevole                                                           | -                                                                    |                                                                      |
| 11-11-1999                                                           | Libreville                                                           | Gabon                                                                | 1 – 0                                                                | São Tomé e Príncipe                                                  | Amichevole                                                           | -                                                                    |                                                                      |
| 13-11-1999                                                           | Libreville                                                           | Gabon                                                                | 0 – 0                                                                | Rep. del Congo                                                       | Amichevole                                                           | -                                                                    | 46’                                                                  |
| 14-11-1999                                                           | Libreville                                                           | Gabon                                                                | 2 – 0                                                                | Ciad                                                                 | Amichevole                                                           | -                                                                    | 46’                                                                  |
| 28-11-1999                                                           | Libreville                                                           | Gabon                                                                | 3 – 2                                                                | Burkina Faso                                                         | Amichevole                                                           | -                                                                    |                                                                      |
| 06-01-2000                                                           | Il Cairo                                                             | Egitto                                                               | 4 – 0                                                                | Gabon                                                                | Amichevole                                                           | -                                                                    |                                                                      |
| 29-01-2000                                                           | Kumasi                                                               | Gabon                                                                | 1 – 3                                                                | Algeria                                                              | Coppa d'Africa 2000                                                  | -                                                                    |                                                                      |
| 02-02-2000                                                           | Kumasi                                                               | Gabon                                                                | 0 – 0                                                                | Rep. del Congo                                                       | Coppa d'Africa 2000                                                  | -                                                                    |                                                                      |
| 08-04-2000                                                           | Antananarivo                                                         | Madagascar                                                           | 2 – 0                                                                | Gabon                                                                | Qual. Mondiali 2002                                                  | -                                                                    | 87’                                                                  |
| 24-03-2001                                                           | Libreville                                                           | Gabon                                                                | 1 – 1                                                                | Kenya                                                                | Qual. Coppa d'Africa 2002                                            | -                                                                    | 73’                                                                  |
| 03-02-2005                                                           | Libreville                                                           | Gabon                                                                | 4 – 0                                                                | Rep. Centrafricana                                                   | Coupe CEMAC 2005                                                     | -                                                                    |                                                                      |
| 19-03-2005                                                           | Libreville                                                           | Gabon                                                                | 0 – 0                                                                | Rep. del Congo                                                       | Amichevole                                                           | -                                                                    |                                                                      |
| Totale                                                               |                                                                      | Presenze                                                             | 13                                                                   |                                                                      | Reti                                                                 | 0                                                                    |                                                                      |

## Palmarès

### Club

#### Competizioni nazionali
- Coppa del Gabon: 2

FC 105 Libreville: 2004
USM Libreville: 2007-2008